# Xứ Oregon

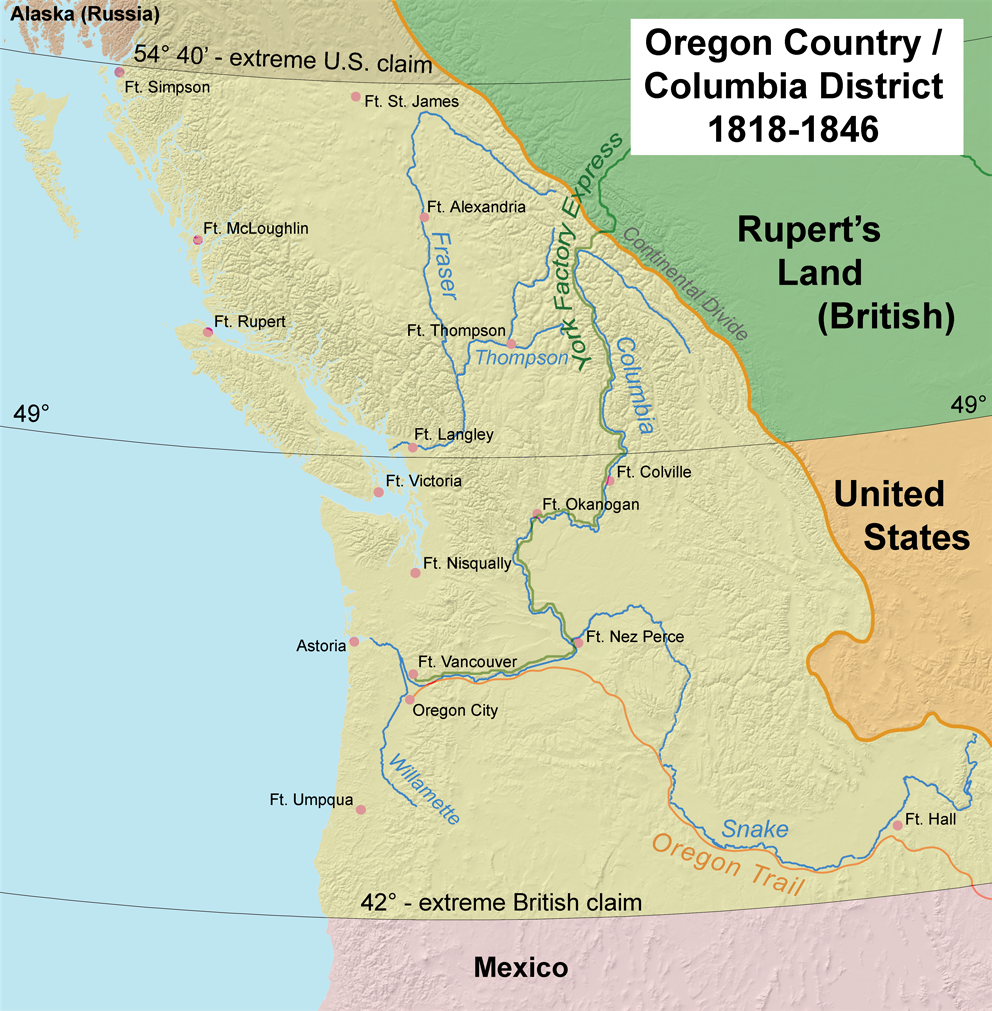
Bản đồ Xứ Oregon

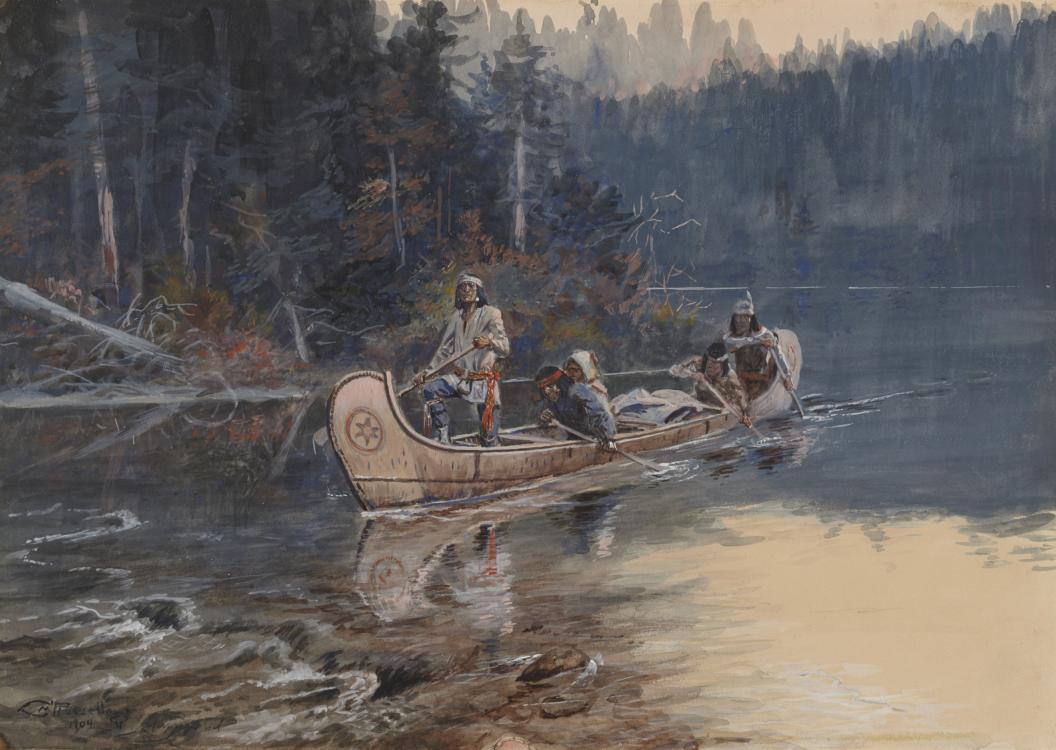
Phong cảnh tại Xứ Oregon của Charles Marion Russell

Xứ Oregon (Oregon Country) hay "Oregon" (khác biệt với Tiểu bang Oregon) là một thuật từ để chỉ một vùng phía tây Bắc Mỹ bao gồm lãnh thổ phía bắc vĩ tuyến 42° Bắc, phía nam vĩ tuyến 54°40'Bắc, và phía tây của Dãy núi Rocky hay còn gọi là Rặng Thạch Sơn cho đến Thái Bình Dương. Khu vực mà bây giờ là một phần của tỉnh bang British Columbia của Canada, tất cả các tiểu bang Oregon, Washington, Idaho, và một phần của Montana và Wyoming của Hoa Kỳ. Vùng này có thể nói tương đương với định nghĩa rộng rãi về Tây Bắc Thái Bình Dương. Mặc dù thuật từ này đã được dùng để chỉ khu vực này từ lúc chính phủ Hoa Kỳ tuyên bố chủ quyền đối với vùng này cho đến Hiệp ước Oregon năm 1846, ngày nay nó ít khi được dùng trong ý nghĩa như vậy. Tên người Anh gọi tương đương cho khu vực này là Khu Columbia (Columbia District); phía bắc Sông Thompson là một phần của Khu Tân Caledonia kéo dài khá xa về phía bắc khỏi vĩ tuyến 54°40' Bắc.

## Cuộc thám hiểm khi xưa
Alexander Mackenzie là người châu Âu đầu tiên vượt qua Bắc Mỹ, phía bắc México bằng đường bộ. Ông đến Bella Coola trên duyên hải Thái Bình Dương năm 1793. Meriwether Lewis và William Clark đã thị sát lãnh thổ này cho Hoa Kỳ trong Cuộc thám hiểm của Lewis và Clark từ năm 1804 đến năm 1806. David Thompson làm việc cho những công ty da thú của Anh đã khám phá phần nhiều vùng đất của Xứ Oregon. Năm 1811, ông đi dọc xuống theo cả dòng Sông Columbia và là người châu Âu đầu tiên làm vậy.

## Hiệp ước Oregon

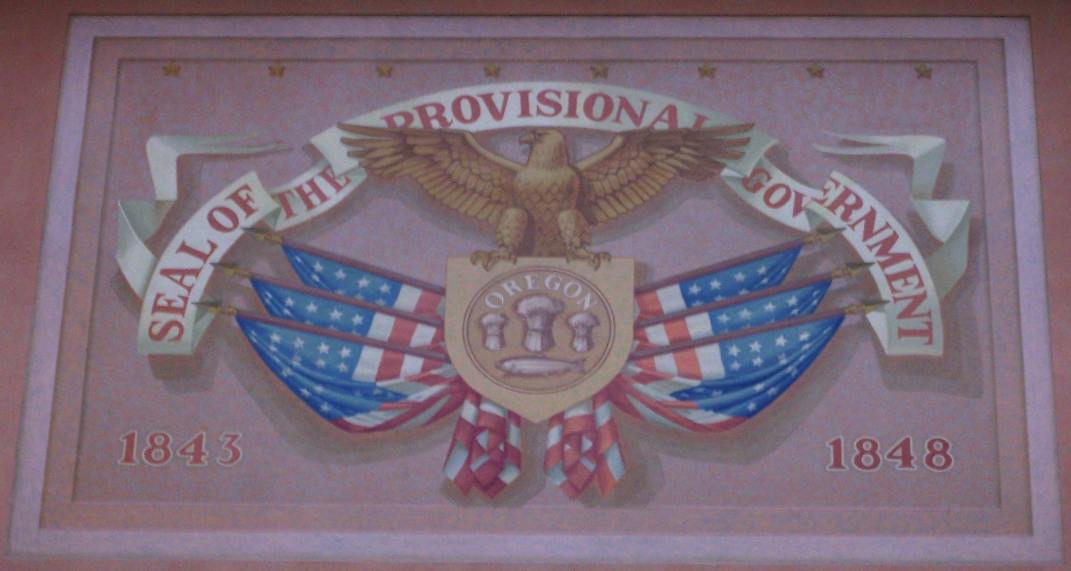
Bức tranh treo trên tường của Tòa Quốc hội Oregon có hình con dấu của chính quyền lâm thời.